# Scentless Apprentice
«Scentless Apprentice» (с англ. — «Ученик без запаха») — песня американской гранж-группы Nirvana, написанная вокалистом и гитаристом Куртом Кобейном и впервые выпущенная на третьем и последнем студийном альбоме коллектива «In Utero» под 2-м номером 13 сентября 1993 года. Также песня была выпущена уже после смерти Кобейна в концертном альбоме группы «From the Muddy Banks of the Wishkah» 1 октября 1996 года, на бокс-сете «With the Lights Out» 23 ноября 2004 года и в видео-альбоме «Live and Loud» в сентябре 2013 года.

## Музыка и лирика
Курт Кобейн в интервью в Сиэтле однажды сказал, что его любимая книга — «Парфюмер» немецкого драматурга Патрика Зюскинда, которая, по его словам, его «очень сильно впечатляет». В этом же интервью он говорил, что идею для песни он взял из этой книги:

«Это факт, что я использовал её в „Scentless Apprentice“. Что ж, это первый случай, когда я использовал конкретную историю, в данном случае книгу, как основу для песни. Я старался воздерживаться от этого, но в последнее время идеи иссякают, поэтому приходится так делать».
Оригинальный текст (англ.)«As a matter of fact, I used that very story in «Scentless Apprentice». Yeah. So... That's really one of the first times that I've ever used a... an actual story... you know, as a book. You know, as an example of a song. Yeah, I've always tried to stay away from that. But now that I'm running out of ideas, more and more. I... I tend to do that».

Сама по себе композиция показывает всю мрачность и не коммерцию последнего альбома группы. Она представляет собой тяжёлую альтернативную рок-песню с ритмом 4/4, темпом 85 и тональностью Фа минор, длящуюся 3 минуты 48 секунд. Вокальный диапазон Кобейна охватывает одну октаву и четыре ноты, от B♭4 до F5. Песня имеет основную последовательность F5 — E♭5/C — F5 — E♭5/C — F5 — E5/C — F5 в куплетах и F♯6 — F♯7 — F♯maj7 — F♯ во время припева как его аккордовая прогрессия. В куплетах вокал Курта можно охарактеризовать как более менее спокойный, хрипловатый, не очень громкий. Но в припевых этот не очень громкий хрипловатый вокал переходит даже не в скриминг, как, например, в «Endless, Nameless» или «Sliver», а в самый настоящий вопль, визг (что довольно логично и подходит для песни про убийцу)

## Выпуск и отзывы
Кобейн был явно доволен записью, сказав Spin в интервью 1993 года, что группа хотела выпустить песню в качестве второго сингла альбома, после «Heart-Shaped Box». В конечном счёте, песня не была выпущена как сингл из-за скорой смерти Курта. Перед его смертью Nirvana после «Heart-Shaped Box» успели выпустить только двойной сингл «All Apologies/Rape me». Однако, наряду с появлением второго трека на «In Utero», песня появилась на CD Strung Out, выпущенном Guitar World в совместном продвижении с DGC в 1993 году. Он также появился на промо-кассете Concrete Music Bloc — Volume III, выпущенной хэви-металл лейблом Concrete Corner в 1993 году.
Стив Альбини, продюсер альбома, также был впечатлён песней, назвав её и трек «Milk it» как «две [песни], которые поразили меня как самый большой шаг для группы», потому что они представляли «самый большой разрыв» из более традиционно мелодичного материала группы, и были «самыми авантюрными» песнями в альбоме.
В 2015 году Rolling Stone поставил «Scentless Apprentice» на 24 место в своём списке 102 лучших песен Nirvana. В опросе читателей, проведенном Louder Sound в мае 2018 года, «Scentless Apprentice» заняла 23-е место. В 2019 году она заняла 15-е место в списке 20 лучших песен Nirvana по версии The Guardian.